# Przybywoj
Przybywoj – staropolskie imię męskie, złożone z dwóch członów: Przyby- ("przybywać") i -woj ("wojownik"). 
Przybywoj imieniny obchodzi 5 lipca.
Przybywoj i Odolan, przywódcy buntu przeciw objęciu władzy przez Chrobrego po śmierci Mieszka I, to pierwsi znani Polacy nienależący do rodu książęcego.